# Jos Compaan
Josephine (Jos) Compaan (Purmerend, 2 juli 1958 - 30 december 2020) was een Nederlandse roeister. Ze vertegenwoordigde Nederland bij verschillende grote internationale wedstrijden. Driemaal nam ze deel aan de Olympische Spelen, maar won hierbij geen medailles.
Haar grootste succes behaalde ze op de wereldkampioenschappen roeien 1986 in Nottingham op het onderdeel dubbel-vier. Met haar teamgenoten veroverde ze een bronzen medaille. Ze eindigde hiermee achter de roeiploegen uit Oost-Duitsland (goud) en Roemenië (zilver).
In 1980 maakte Compaan haar olympisch debuut op de Olympische Spelen van Moskou op het onderdeel dubbelvier met stuurvrouw. Ze drong door tot de finale en behaalde hierbij een zesde plaats met een tijd van 3.22,64. Vier jaar later nam ze bij de Spelen van Los Angeles individueel deel met haar skiff en werd hiermee achtste. Bij haar laatste olympisch optreden op de Olympische Spelen van 1988 in Seoel behaalde ze met haar teamgenoten een zevende plaats op het roeionderdeel dubbelvier.
Sinds maart 2011 was Jos Compaan voorzitter van de Amsterdamse roeivereniging Willem III. Daarnaast was ze werkzaam als fysiotherapeut. Ze was getrouwd met roeier Rob Robbers en hun kinderen Karien en Freek roeien ook.

## Palmares

### roeien (skiff)
- 1983: 11e WK in Duisburg - 3.45,69
- 1984: 8e OS in Los Angeles - 3.52,80

### roeien (dubbelvier met stuurvrouw)
- 1977: 7e WK in Amsterdam - 3.19,00
- 1978: 5e WK in Karapiro Lake - 3.34,78
- 1979: 7e WK in Bled - 3.12,97
- 1980: 6e OS in Moskou - 3.22,64

### roeien (dubbelvier)
- 1985: 6e WK in Hazewinkel - 6.40,12
- 1986:  WK in Nottingham - 6.24,85
- 1987: 6e WK in Kopenhagen - DNF
- 1988: 7e OS in Seoel - 6.38,70

Ineke Donkervoort · 
Lili Meeuwisse · 
Greet Hellemans · 
Jos Compaan · 
Monique Pronk (stuurvrouw)
Jos Compaan · 
Marjan Pentenga · 
Nicolette Wessel · 
Marijke Zeekant